# Mary Ann McCall
Mary Ann McCall (* 4. Mai 1919 in Philadelphia, Pennsylvania; † 14. Dezember 1994 in Los Angeles) war eine US-amerikanische Jazzsängerin.
McCall begann als Sängerin und Tänzerin in Buddy Morrows Orchester und arbeitete 1938 kurz mit Tommy Dorsey. Im Folgejahr trat sie mit Charlie Barnet und erstmals mit Woody Herman auf, dessen Bands sie von 1946 bis 1950 angehörte. Daneben sang sie auch mit dem Ralph Burns Orchestra, Tommy Reynolds und Teddy Powell. 1948/49  nahm sie mit dem Phil Moore Orchestra für Discovery Records auf („I Hadn't Anyone Till You“ / „You're Mine, You“).
Einige Zeit war McCall mit Al Cohn verheiratet. 1954–55 arbeitete sie mit Charlie Ventura. Ende der 1950er Jahre trat sie in Detroit auf, bevor sie nach Los Angeles übersiedelte. Dort zog sie sich weitgehend von der Öffentlichkeit zurück, arbeitete aber 1976 mit Jake Hanna und 1978 mit Nat Pierce. In den 1940er und 1950er Jahren spielte sie einige Alben als Bandleader ein. 2004 erschien unter dem Titel You're Mine ein Album mit Aufnahmen von 1939 bis 1950.

## Diskografie (Auswahl)
- Mary Ann McCall Sings, 1950
- Easy Living mit Nat Pierce, Seldon Powell, Joe Wilder, George Barrow, Kenny Clarke, Ernie Wilkins, Wendell Marshall, Sol Moore, 1957
- Detour to the Moon mit Teddy Charles, Walter Trampler, Jimmy Raney, Mal Waldron, Oscar Pettiford, 1958
- Melancholy Baby mit Gene Quill, Johnny Richards, Burt Collins, 1959